# Европско првенство у фудбалу 1968.
Европско првенство у фудбалу 1968. је било 3. по реду европско фудбалско првенство за мушкарце, које је одржано од 5. до 10. јуна 1968. у Италији. Такмичење се у прва два издања звало Куп европских нација, а 1968. је променило назив у Европско првенство у фудбалу.
Први пут је првенство одржано на Апенинском полуострву. Италија је претходно организовала Светско првенство 1934.
Титулу европских првака је понела Италија, која је у другој финалној утакмици савладала Југославију 2:0, док је у првој утакмици било 1:1. Најбољи стрелац био је Југословен Драган Џајић са 2 постигнута гола.

## Учесници финалног турнира
| Учесници        |
| --------------- |
| Енглеска        |
| Југославија     |
| Италија         |
| Совјетски Савез |

## Стадиони
| РимНапуљФиренца | Рим               | Напуљ             | Фиренца           |
| --------------- | ----------------- | ----------------- | ----------------- |
| РимНапуљФиренца | Стадион Олимпико  | Стадион Сан Паоло | Стадион Комунале  |
| РимНапуљФиренца | Капацитет: 80.000 | Капацитет: 82.000 | Капацитет: 52.000 |
| РимНапуљФиренца |                   |                   |                   |

## Резултати

### Полуфинале
| 5. јун 1968. | Фиренца | Југославија | - | Енглеска |  | 1:0 (0:0) |

Стрелац је био Драган Џајић у 86. минуту, а репрезентација Југославије је играла у саставу:
Илија Пантелић (ФК Војводина), Мирсад Фазлагић (ФК Сарајево, капитен), Милан Дамјановић (ФК Партизан), Мирослав Павловић (ФК Црвена звезда), Драган Холцер (ФК Хајдук), Благоје Пауновић (ФК Партизан), Илија Петковић (ОФК Београд), Добривоје Тривић (ФК Војводина), Вахидин Мусемић (ФК Сарајево), Ивица Осим (ФК Железничар) и Драган Џајић (ФК Црвена звезда).
Селектор је био Рајко Митић, а тренер Бранко Станковић.
| 5. јун 1968. | Напуљ | Италија | - | Совјетски Савез |  | 0:0 |

- После нерешеног исхода, бацањем новчића је одлучено да Италија иде у финале.

### Утакмица за треће место
| 8. јун 1968. | Рим | Енглеска | - | Совјетски Савез |  | 2:0 |

- Голове за Енглеску су постигли Боби Чарлтон у 39 и Џеф Херст у 69 минуту.

### Финале
| 8. јун 1968. | Рим | Италија | - | Југославија |  | 1:1 |

- Голове су постигли Драган Џајић у 39. и Анђело Доменгини у 80. минуту.
- После нерешеног резултата, утакмица је поновљена два дана касније.

| 10. јун 1968. | Рим | Италија | - | Југославија |  | 2:0 |

- Голове су постигли Луиђи Рива у 13. и Пјетро Анастази у 33. минуту.

### Састав победничке екипе Италије
Енрико Албертози, Дино Зоф, Тарчизио Бургнич, Ернесто Кастано, Ђачинто Факети, Ђорђо Ферини, Аристиде Гварнери, Роберто Розато, Сандро Салвадоре, Ђанкарло Берчелино, Антонио Ђулијано, Ђовани Лодети, Ђани Ривера, Ђанкарло де Систи, Пјетро Анастази, Анђело Доменгини, Сандро Мацола, Пјерино Прати, Луиђи Рива.
Састав репрезентације Југославије:
Илија Пантелић (ФК Војводина), Мирсад Фазлагић (ФК Сарајево, капитен), Милан Дамјановић (ФК Партизан), Мирослав Павловић (ФК Црвена звезда), Драган Холцер (ФК Хајдук), Благоје Пауновић (ФК Партизан), Илија Петковић (ОФК Београд), Добривоје Тривић (ФК Војводина), Вахидин Мусемић (ФК Сарајево), Јован Аћимовић (ФК Црвена звезда) и Драган Џајић (ФК Црвена звезда).